# Veel osso
Veel osso is een lied van de Nederlandse rapformatie Broederliefde. Het werd in 2017 als single uitgebracht.

## Achtergrond
Veel osso is geschreven door Emerson Akachar, Javiensley Dams, Jerzy Miquel Rocha Livramento, Melvin Silberie en Wagner Ferreira Bendinha en geproduceerd door Angosoundz. Het is een nummer uit het genre nederhop. In het lied rappen de artiesten over hoe hun leven is en hoe zij zich gedragen. Op de B-kant van de single is een instrumentale versie van het lied te vinden. 

## Hitnoteringen
De artiesten hadden succes met het lied in de hitlijsten van Nederland. Het piekte op de 31e plaats van de Nederlandse Single Top 100 en stond vijf weken in deze hitlijst. De Nederlandse Top 40 werd niet bereikt; het kwam hier tot de derde plaats van de Tipparade.